# Jeremy Seal
Jeremy Seal (1962) és un escriptor britànic que va créixer a Devon i Somerset, fill d'un oficial naval. Va ensenyar anglès com a llengua estrangera a Turquia abans de treballar com a publicista i assistent editorial de Chatto & Windus. Després de 1989, se'n va anar de l'editorial a on treballava. Ara és un escriptor a temps complet. Actualment Jeremy Seal viu a Gloucestershire amb la seva dona i la seva filla.

## Llibres
- A Fez of the Heart: Travels around Turkey in Search of a Hat (1995). ISBN 0156003937
- The Snakebite Survivors' Club: Travels Among Serpents (1999). ISBN 0156013673
- The Wreck at Sharpnose Point: A Victorian Mystery (2002). ISBN 0330493256
- Das Wrack (2003). ISBN 3608933883
- Nicholas: The Epic Journey from Saint to Santa Claus (2005). ISBN 0136653316
- Meander: East to West Along a Turkish River (2012). ISBN 0099531798